# New World Records
New World Records est un label discographique américain de jazz et musique traditionnelle, basé à New York. 

## Histoire
New World Records est fondé en 1975 grâce à une subvention de la Fondation Rockefeller pour célébrer le bicentenaire des États-Unis (1976) et destiné d'abord à réaliser une anthologie de la musique américaine de 100-LP, couvrant de nombreux genres,. Après 1978, New World produit également des enregistrements de jazz avec Roy Eldridge, Ricky Ford, Earl Hines, Steve Kuhn, Jay McShann, Jimmy Rushing, Buddy Tate et Cecil Taylor. 
New World compte plus de 400 albums avec une variété d'artistes de divers horizons musicaux, tels le jazz, la musique classique, la musique expérimentale, et l’improvisation ainsi que la chanson populaire et la musique traditionnelle.  Notables dans le catalogue du label les versions Grammy Award de l'opéra de Samuel Barber Antoine et Cléopâtre en 1984, l'opérette de Leonard Bernstein Candide en 1986  et les Symphonies pour cordes Sunday Morning et Eagles  de Ned Rorem en 1989.